# N’gangoro-Attoutou
N’gangoro-Attoutou est une ancienne commune et une localité du département de Tiébissou, au centre de la Côte d'Ivoire, située dans la région du Bélier, dans le district des Lacs. Culturellement, la ville est en pays Baoulé. La localité de N’gangoro était le chef-lieu de commune. En 2012, la commune est supprimée lors de la réorganisation des communes du pays, et N'gangoro intègre la commune de Tiébissou.
La localité est connectée au réseau électrique depuis 2007.
La localité comporte une école et un centre culturel,.
En 2007, la ville n'avait pas l'eau courante.
La ville se trouve à environ 8 km de Tiébissou.

## Culture locale

### Personnalité liée à la commune
- Bohoussou Théodore (décédé en 2023), chansonnier sous le nom Kouadio Koffi Kan Théodore, vivait à N'gangoro[5].